# Marale
Marale è un comune dell'Honduras facente parte del dipartimento di Francisco Morazán.
Il comune venne istituito nel 1824.